# Anotomys leander
Anotomys leander е вид бозайник от семейство Хомякови (Cricetidae), единствен представител на род Anotomys. Видът е световно застрашен, със статут Уязвим.

## Разпространение
Разпространен е в Еквадор.